# Sinan (Tongren)
Sinan (思南县,  Sīnán Xiàn) ist ein chinesischer Kreis der Stadt Tongren in der Provinz Guizhou. Die Fläche beträgt 2.204 Quadratkilometer und die Einwohnerzahl 499.100 (Stand: Ende 2018).
Die traditionelle Architektur von Sitang (Sitang gu jianzhuqun 思唐古建筑群) aus der Zeit der Ming- und Qing-Dynastie steht seit 2006 auf der Liste der Denkmäler der Volksrepublik China (6-733).